# Петерсен, Марлис
Марлис Петерсен (нем. Marlis Petersen, род. 3 февраля 1968, Зиндельфинген, ФРГ) — немецкая камерная и оперная певица (колоратурное сопрано).

## Начало карьеры
С детства играла на фортепиано, увлекалась джазом и танцем. Закончила Штутгартскую консерваторию, где занималась вокалом с немецкой певицей венгерского происхождения Сильвией Гести, а также училась игре на фортепиано и поперечной флейте. Дебютировала в 1994 году в Нюрнберге в опере «Волшебный стрелок» (Анхен). После этого заключила контракт с Немецкой Рейнской оперой, где с успехом выступила в «Похищении из сераля», «Севильском цирюльнике» и «Волшебной флейте» Моцарта, «Летучей мыши» Иоганна Штрауса, «Бале-маскараде» Верди и др.

## Известные выступления и записи
Выступала на сценах Мюнхена, Бремена, Касселя, Гамбурга, Дюссельдорфа, Карлсруэ, Ганновера, Франкфурта, Висбадена, Вены, Зальцбурга, Лондона, Парижа, Милана, Женевы, Амстердама, Брюсселя, Нью-Йорка, Лос-Анджелеса. Получили заслуженную известность выступления певицы в операх Рихарда Штрауса «Ариадна на Наксосе» (Зербинетта) и Альбана Берга Лулу (заглавная партия, впервые исполненная в Нюрнберге, а затем спетая в Вене, Гамбурге, Афинах, Нью-Йорке).
Выступала с концертным исполнением песен Брамса, Р. Штрауса, Х. Вольфа, Веберна, Форе, Барбера. Среди композиторов XX в., исполнявшихся певицей, — Шёнберг, Стравинский, Орф, Фельдман, Крам. Она исполнила знаменитую дадаистскую Ursonate Курта Швиттерса.
В 2006 году записала партию Элизы в опере Моцарта «Царь-пастух» (дирижёр — Томас Хенгельброк). В 2007 году исполнила партию Афродиты в премьере оперы Хенце Федра в Берлинской государственной опере. В 2008 году исполнила роль Марты в премьере оперы Манфреда Трояна Великая магия в дрезденской опере Земпера. Исполнила и записала вокальные партии в сочинениях Баха с дирижёрами Хельмутом Риллингом (Месса си минор) и Тоном Копманом (кантаты). В 2009 году спела в опере Гайдна Роланд-паладин (Берлинская государственная опера, Фрайбургский барочный оркестр, дирижёр Рене Якобс). 28 февраля 2010 спела заглавную партию в премьере оперы Медея Ариберта Раймана на сцене Венской государственной оперы. Через несколько дней после этой трудной премьеры неожиданно для публики и музыкальной общественности выступила в Метрополитен-опере в роли Офелии в редко исполняемой опере Амбруаза Тома Гамлет, заменив заболевшую Натали Дессе и выучив партию за несколько суток (см.: ). В июле того же года исполнила партию донны Анны в «Дон Жуане» Моцарта на оперном фестивале в Экс-ан-Прованс (постановка Дм. Чернякова).